# Kreis Freystadt i. Niederschles.

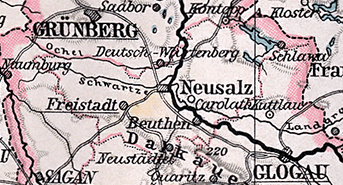
Der Kreis Freystadt in den Grenzen von 1820 bis 1932

Der Kreis Freystadt i. Niederschles. war ein preußischer Landkreis in Schlesien, der bis auf eine kurze Unterbrechung in den 1930er Jahren von 1742 bis 1945 bestand. Sein früheres Territorium liegt seit 1945 in der Wojewodschaft Lebus in Polen.

## Verwaltungsgeschichte
Nach der Eroberung des größten Teils von Schlesien durch Preußen im Jahre 1741 wurden durch die königliche Kabinettsorder vom 25. November 1741 in Niederschlesien die preußischen Verwaltungsstrukturen eingeführt. Dazu gehörte die Einrichtung zweier Kriegs- und Domänenkammern in Breslau und Glogau sowie deren Gliederung in Kreise und die Einsetzung von Landräten zum 1. Januar 1742.
Im Fürstentum Glogau wurden aus den sechs bestehenden alten schlesischen Weichbildern Freystadt, Glogau, Grünberg, Guhrau, Schwiebus und Sprottau preußische Kreise gebildet. Als erster Landrat des Kreises Freystadt wurde Johann Friedrich von Haugwitz eingesetzt. Der Kreis unterstand der Kriegs- und Domänenkammer Glogau, aus der im Zuge der Stein-Hardenbergischen Reformen 1815 der Regierungsbezirk Liegnitz der Provinz Schlesien hervorging.
Bei der Kreisreform vom 1. Januar 1820 im Regierungsbezirk Liegnitz erhielt der Kreis Freystadt vom Kreis Glogau die Stadt Schlawa sowie die Dörfer Aufzug, Beitsch, Deutsch Tarnau, Goihle, Groß Würbitz, Hammer, Josephshof, Kattersee, Klein Würbitz, Köllmchen, Krolckwitz, Laubegast, Liebenzig, Malschwitz, Mäusewinkel, Neuckersdorf, Nieder Bäsau, Ober Bäsau, Pürschkau, Rädichen, Schlawa, Sperlingswinkel und Zöbelwitz. Der Kreis Freystadt seinerseits gab die Dörfer Alt Gabel, Buckwitz, Kalten Briesnitz, Milckau, Neu Gabel und Suckau an den Kreis Sprottau ab. Da der Kreis schon seit längerem von Neusalz aus verwaltet wurde, wurde er gleichzeitig in Kreis Neusalz umbenannt. Bereits am 25. Mai 1820 wurde der Kreis Neusalz in Kreis Freystadt rückbenannt; gleichzeitig wurde das Landratsamt nach Freystadt verlegt.
Zum 8. November 1919 wurde die Provinz Schlesien aufgelöst. Aus den Regierungsbezirken Breslau und Liegnitz wurde die neue Provinz Niederschlesien gebildet. Zum 30. September 1928 fand im Kreis Freystadt wie im übrigen Freistaat Preußen eine Gebietsreform statt, bei der alle Gutsbezirke aufgelöst und benachbarten Landgemeinden zugeteilt wurden.
Zum 1. Oktober 1932 wurden der Kreis Freystadt aufgelöst. Die Städte Beuthen a./Oder und Schlawa, die Landgemeinden Aufzug, Beitsch, Bielawe, Bösau, Carolath, Deutsch Tarnau, Goile, Grochwitz, Groß Würbitz, Hammer, Hohenborau, Klein Würbitz, Krempine, Krolkwitz, Laubegast, Malschwitz, Nenkersdorf, Pfaffendorf, Pürschkau, Rädchen, Reinberg, Rosenthal, Sperlingswinkel, Tarnau, Thiergarten und Zöbelwitz sowie der Forstgutsbezirk Carolather Heide kamen zum Kreis Glogau. Alle übrigen Gemeinden kamen zum Kreis Grünberg. Bereits am 1. Oktober 1933 wurde ein neuer Kreis Freystadt aus dem Kreis Grünberg herausgelöst. Er umfasste nunmehr den Teil des Altkreises Freystadt, der 1932 an den Kreis Grünberg gefallen war sowie den Teil des Kreises Sagan, der 1932 bei dessen Auflösung an den Kreis Grünberg gefallen war. Dieses Gebiet umfasste die Stadt Naumburg a. Bober sowie die Landgemeinden Alt Kleppen, Groß Dobritsch, Groß Reichenau, Klein Dobritsch, Kosel, Kottwitz, Kunzendorf, Neu Kleppen, Neuwaldau, Paganz, Peterswaldau, Popowitz, Poydritz, Reichenbach, Schöneich, Theuern, Tschirkau und Zedelsdorf.
Am 1. April 1938 wurden die Provinzen Niederschlesien und Oberschlesien zur Provinz Schlesien zusammengeschlossen. Zum 18. Januar 1941 wurde die Provinz Schlesien aufgelöst. Aus den Regierungsbezirken Breslau und Liegnitz wurde die neue Provinz Niederschlesien gebildet.
Im Frühjahr 1945 eroberte die Roten Armee das Kreisgebiet und unterstellte es im März / April 1945 der Verwaltung der Volksrepublik Polen. Diese vertrieb in der Folgezeit die Bevölkerung aus dem Kreisgebiet und besiedelte es mit Polen.

## Einwohnerentwicklung
| Jahr | Einwohner | Quelle |
| ---- | --------- | ------ |
| 1795 | 34.149    | [ 10 ] |
| 1819 | 34.319    | [ 11 ] |
| 1846 | 50.341    | [ 12 ] |
| 1871 | 50.907    | [ 13 ] |
| 1885 | 51.703    | [ 14 ] |
| 1900 | 54.320    | [ 15 ] |
| 1910 | 55.707    | [ 15 ] |
| 1925 | 59.335    | [ 16 ] |
| 1939 | 53.037    | [ 16 ] |

## Landräte
- 1742–176300Johann Friedrich von Haugwitz[4]
- 1765–179300Melchior Abraham von Dyhrn[4]
- 1793–180600Carl Gottlob Moritz Gottfried von Pfoertner[4]
- 1814–182800von Deter (auf Kontop)
- 1828–184100von Dyherrn-Czettritz und Neuhauß (auf Ober-Herzogswaldau, zunächst interimistisch)[17]
- 1841–184900von Unruh
- 1849–185000Sachse (kommissarisch)
- 1850–185100Bernhard Timon von La Vière[18] (kommissarisch)
- 1851–186300Hans zur Megede
- 1863–187600Benno von Niebelschütz (1830–1892)
- 1876–189600Julius Theodor Eduard von Neumann
- 1896–189800Franz von Eichmann (1864–1933)
- 1898–191000Bruno Alsen
- 1910–191800Wilhelm Freiherr von Kottwitz (1874–1937)[19]
- 1918–192000Lebrecht zu Rantzau (1890–1920)
- 19200000000Johannes Bartmann (kommissarisch)
- 19200000000Gerhard Müller (kommissarisch)
- 1921–192600Ilgner[20]
- 1926–192800Erich Neumann (1892–1951)
- 1928–193200Albrecht von Treskow (1891–1946)[21]
- 1933–194500Erich Suesmann († 1945)

## Kommunalverfassung
Der Kreis Freystadt i. Niederschles. gliederte sich seit dem 19. Jahrhundert in Städte, Landgemeinden und Gutsbezirke. Mit Einführung des preußischen Gemeindeverfassungsgesetzes vom 15. Dezember 1933 gab es ab dem 1. Januar 1934 eine einheitliche Kommunalverfassung für alle preußischen Gemeinden. Mit Einführung der Deutschen Gemeindeordnung vom 30. Januar 1935 wurde zum 1. April 1935 das Führerprinzip auf Gemeindeebene durchgesetzt. Die Gemeinden waren in Amtsbezirken zusammengefasst.
Eine neue Kreisverfassung wurde nicht mehr geschaffen; es galt seit 1881 die Kreisordnung für die Provinzen Ost- und Westpreußen, Brandenburg, Pommern, Schlesien und Sachsen vom 19. März 1881.

## Gemeinden
Der Kreis Freystadt umfasste zuletzt vier Städte und 74 Landgemeinden:
- Aufhalt
- Bergenwald
- Bielitz
- Brunzelwaldau
- Buchwald
- Bullendorf
- Döringau
- Droseheydau
- Eichau
- Erkelsdorf
- Freystadt i. N.S., Stadt
- Fürstenau
- Groß Reichenau
- Großboberan
- Großenborau
- Gutental (Schlesien)
- Hänchen
- Hartmannsdorf
- Heinzendorf
- Herwigsdorf
- Heydau
- Kattersee
- Kleinboberan
- Kleinwiesdorf
- Kleppen
- Költsch
- Kosel
- Kottwitz
- Kunzendorf
- Langhermsdorf
- Lessendorf
- Liebenzig
- Liebschütz
- Lindau
- Lippen
- Louisdorf
- Mittel Herzogswaldau
- Modritz
- Naumburg a. Bober, Stadt
- Nettschütz
- Neudorf
- Neusalz (Oder), Stadt
- Neustädtel, Stadt
- Neuwaldau
- Nieder Herzogswaldau
- Nieder Siegersdorf
- Ober Herzogswaldau
- Ober Siegersdorf
- Peterswaldau
- Poppschütz
- Poydritz
- Pürben
- Rauden
- Rehlau
- Rehwald
- Reichenau
- Reichenbach
- Reinshain
- Rohrwiese
- Scheibau
- Schliefen
- Schöneich
- Seiffersdorf
- Steinborn
- Streidelsdorf
- Teichhof
- Theuern
- Trockenau
- Waldruh (bis 1936 Tschöplau)
- Wallwitz
- Weichau
- Windischborau
- Zäcklau
- Zedelsdorf
- Zissendorf
- Zollbrücken
- Zölling
- Zyrus

Zum Kreis gehörte außerdem der unbewohnte Forstgutsbezirk Tschiefer.
Ehemalige Gemeinden
- Alt Bielawe, am 30. September 1928 zu Bielawe
- Alt Kleppen, am 1. April 1939 zu Kleppen
- Kölmchen, am 30. September 1928 zu Liebenzig
- Kuhnau, am 1. April 1938 zu Scheibau
- Kusser, am 1. Januar 1929 zu Neusalz
- Mittel Herwigsdorf, am 6. Januar 1908 zu Herwigsdorf
- Neu Bielawe, am 30. September 1928 zu Bielawe
- Neu Kleppen, am 1. April 1939 zu Kleppen
- Nieder Herwigsdorf, am 6. Januar 1908 zu Herwigsdorf
- Schlawa, Landgemeinde, am 21. Februar 1919 zur Stadt Schlawa

## Ortsnamen
1936 wurden im Kreis Freystadt mehrere Gemeinden umbenannt:
- Alt Tschau  →  Trockenau
- Groß Dobritsch → Großboberau
- Klein Dobritsch → Kleinboberau
- Neu Tschau → Schliefen
- Niebusch → Bergenwald
- Paganz → Kleinwiesdorf
- Popowitz → Gutental (Schlesien)
- Tschiefer → Zollbrücken[22]
- Tschirkau → Rehwald
- Tschöplau → Waldruh